# Silja Lehtinen
Silja Lehtinen (Helsinki, 5 de noviembre de 1985) es una deportista finlandesa que compitió en vela en la clase Elliott 6m. 
Participó en dos Juegos Olímpicos de Verano, en los años 2008 y 2012, obteniendo una medalla de bronce en Londres 2012, en la clase Elliott 6m (junto con Silja Kanerva y Mikaela Wulff). Ganó una medalla de oro en el Campeonato Mundial de Elliott 6m de 2012.

## Palmarés internacional
| \| Juegos Olímpicos \| Juegos Olímpicos \| Juegos Olímpicos \| Juegos Olímpicos \| \| Año \| Lugar \| Medalla \| Clase \| \| ------------------ \| --------------------- \| ----------------- \| ---------------- \| \| 2012 \| Londres (Reino Unido) \| Medalla de bronce \| Elliott 6m \| \| Campeonato Mundial \| \| \| \| \| Año \| Lugar \| Medalla \| Clase \| \| 2012 \| Gotemburgo (Suecia) \| Medalla de oro \| Elliott 6m \| |                       |                   |            |
| Juegos Olímpicos |                       |                   |            |
| Año | Lugar                 | Medalla           | Clase      |
| 2012 | Londres (Reino Unido) | Medalla de bronce | Elliott 6m |
| Campeonato Mundial |                       |                   |            |
| Año | Lugar                 | Medalla           | Clase      |
| 2012 | Gotemburgo (Suecia)   | Medalla de oro    | Elliott 6m |